# Пресвитерианская община Конго
Пресвитерианская община в Конго (французский: Communauté presbytérienne au Congo) — численно самая влиятельная реформатская конфессия в Демократической Республике Конго.

## История
Община появилась в результате работы Американской пресвитерианской церкви в Конго, которая началась в 1891 году.
В 1950-х и 1960-х годах церковь переживала разногласия и расколы. В этот период были сформированы пресвитерианская община в Восточном Касаи, пресвитерианская община в Западном Касаи и Реформатская община пресвитерианцев (англ. Reformed Community of Presbyterians).

## Структура
В Западном Касаи церковь управляет 150 начальными школами и 52 средними школами, в Восточном Касаи церковь учредила 200 начальных школ. Так же под руководством общины работает типография, книжный магазин, радиостанция и пресвитерианский университет.

## Статистика
Пресвитерианская община Конго, самая многочисленная христианская церковь в Демократической Республике Конго, насчитывает более 1 250 000 членов и почти 1 000 приходов с 53 пресвитериями, 880 пасторами и 61 евангелистом.

## Внешние связи
Община является членом Всемирного сообщества реформатских церквей, поддерживает церковные контакты с Пресвитерианской церковью (США) и с пресвитерией Восточной Вирджинии.

## Доктрина
Община придерживается Апостольского символа веры и Вестминстерского исповедания.